# Suldalsvatnet
Suldalsvatnet is een 376 meter diep meer in de provincie Rogaland in het zuiden van Noorwegen.
Het meer ligt 68 m. boven zeeniveau, een oppervlakte van 27.53 km² en een volume van 4.49 km³. Langs het meer loopt de lokale weg 13.